# Beyond the Darkness
Beyond the Darkness — компьютерная игра в жанре платформера с элементами квеста и survival horror, разработанная российской компанией My Little Studio. Игра вышла 14 ноября 2024 года для Windows.

## Сюжет игры
Сюжет развивается вокруг девочки по имени Милли. Игроку необходимо помочь Милли выбраться из мира воспоминаний, побороть кошмары и найти родителей. Для этого необходимо постоянно поддерживать достаточный уровень света с помощью лампы, подаренной матерью, решать головоломки, и осваивать новые механики, чтобы скрыться от жутких образов и выжить. Во время игрового процесса Милли может изучать новые элементы управления, открывать двери и заряжать энергией силуэты, которые могут ей помочь. Милли предстоит противостоять разнообразным врагам и кошмарам, к каждому из которых нужно найти свой подход (так, некоторых можно победить с помощью лампы).

## Разработка
Beyond The Darkness — дебютный проект инди-студии My Little Studio, основанной в 2020 году, и родившийся из прототипа хоррор-игры, созданной в 2017 году. Игра выпущена при поддержке издательства IndieGO Publishing. Над озвучиванием русской версии работала команда GamsVoice, главную героиню Милли озвучила актриса Варвара Саранцева.
29 октября 2024 года вышла демоверсия, релиз игры состоялся 14 ноября в Steam.

## Рецензии и оценки
iXBT.games отмечает, что игра выделяется оригинальными головоломками, основанных на манипуляциях с цветом, и атмосферному потустороннему дизайну уровней, создающему особую погружающую обстановку. Однако, реализация противников вызывает нарекания: их поведение раздражает и не представляет реальной угрозы. Кроме того, отмечается скомканный сюжет и избыток шок-контента в концовке игры, что портит общее впечатление. В итоге, игра получала смешанные оценки, с положительными отзывами за головоломки и атмосферу, но с критикой в адрес противников, повествования и короткой продолжительности.